# 안티오키아 총대주교 이그나티오스 4세
이그나티오스 4세(아랍어:  إغناطبوس الرابع هزيم، بطريرك أنطاكيا وسائر المشرق )는 제110대 안티오키아와 전 중근동의 총대주교이다.
이그나티오스는 1921년 시리아 하마 인근의 마을 마데에서 하비브 하짐의 아들로 태어났다. 그의 가족은 대대로 아랍인 정교회 신자였으며, 이그나티오스는 가족의 영향으로 어릴 때부터 교회에 봉사하는 것을 좋아하였다. 그는 레바논 베이루트에서 문학사 학위를 따기 위한 공부를 하는 한편, 그 지역의 정교회 성당 성찬예배에 참례하여 복사로서 도우다가 보제로 서품을 받았다. 베이루트에 있는 아메리카 대학교에서 공부하는 동안 이그나티오스는 철학교수 찰스 말릭에게 가르침을 받으며 그의 영향을 받았다. 말릭은 철학과 신학 문제에 있어서 학생들에게 지대한 영향을 미쳤다. 그에게 가르침을 받은 학생들 상당수는 사제나 수사가 되었다. 1945년 이그나티오스는 프랑스 파리로 유학 가서 성 세르기오스 정교회 신학교를 졸업하였다. 프랑스에 있는 동안 그는 정교회 신앙을 널리 전파하는 것뿐만 아니라, 성경과 성전을 통해 현대 사회의 여러 질문과 문제에 대한 정교회의 답을 찾으려고 노력함으로써 정교회에 대한 역사적인 저평가에서 벗어나려는 열망을 갖게 되었다. 동지중해로 돌아간 그는 레바논에 발라만드 대학교를 세우고 수년간 학장을 지냈다.
이그나티오스는 아랍어뿐만 아니라 영어와 프랑스어도 유창하게 구사할 줄 안다. 1942년 레바논과 시리아를 무대로 정교회 청년 운동을 일으켰으며, 이 활동을 통하여 안티오키아 총대주교청에서 교회적 삶을 다시 회생시키는 데 큰 도움을 주었다. 정교회 청년 운동은 평신도들을 성찬례에 자주 참여하도록 함으로써 성찬례의 의미와 교회 공동체의 일원으로서 자신을 다시 한 번 자각하도록 하였다.
이그나티오스는 1961년 주교품을 받았으며, 1970년 시리아의 라타키아의 수도대주교로 착좌하였다. 소박한 성격이었던 그는 과거 화려했던 주교직 전통과 종종 충돌하였으며, 성찬례를 자주 거행하였다. 1979년 7월 2일 이그나티오스는 콘스탄티노폴리스와 알렉산드리아 다음으로 정교회 내에서 세 번째 위치를 차지하는 안티오키아 총대주교가 되었다.
2012년 12월 5일. 신병 치료차 레바논 베이루트의 한 병원에 입원해있던 중 심장마비로 선종했다.
| 전임 일라스 4세 | 제110대 안티오키아 총대주교 1979년 7월 2일 ~ 2012년 12월 5일 | 후임 요한 10세 |